# Braithwell
Braithwell es una parroquia civil situada en el municipio metropolitano de Doncaster, en Yorkshire del Sur, Inglaterra (Reino Unido), Según el censo de 2021, tiene una población de 1100 habitantes.
Está ubicada al sur de la región de Yorkshire y Humber, cerca de la frontera con la región Midlands del Este, de la orilla del río Don y de la ciudad de Sheffield —la capital del condado—.